# Weston (Nebraska)
Pour les articles homonymes, voir Weston.
La ville américaine de Weston est située dans le comté de Saunders, dans l’État du Nebraska. Lors du recensement de 2010, sa population s’élevait à 324 habitants.

## Source
- (en) Cet article est partiellement ou en totalité issu de l’article de Wikipédia en anglais intitulé « Weston, Nebraska » (voir la liste des auteurs).